# Gobierno de Navarra
El Gobierno de Navarra o Diputación Foral de Navarra (en euskera, Nafarroako Gobernua o Nafarroako Foru Diputazioa) es la institución de carácter ejecutivo en que se organiza el autogobierno de la Comunidad Foral de Navarra (España). Sus poderes quedaron regulados en el Amejoramiento de 16 de agosto de 1982 en su Capítulo III Art. del 23 al 28. 
Pese a la doble denominación de la institución, es la primera la que se emplea actualmente, esto permite distinguirla de la antigua Diputación Provincial existente hasta 1982 que tenía carácter de corporación local, mientras que esta tiene carácter de órgano ejecutivo.
El Amejoramiento le asigna la función ejecutiva, reglamentaria y administrativa y la de velar especialmente por la defensa de la integridad del régimen foral de Navarra, debiendo dar cuenta al Parlamento de Navarra de cualquier contrafuero que pudiera producirse.

## Presidencia del Gobierno de Navarra
La Presidencia del Gobierno de Navarra (en euskera: Nafarroako Gobernuko lehendakaria) es un cargo político e institucional de la Comunidad Foral de Navarra, España. Se trata de una de las tres instituciones de esta comunidad junto al Gobierno de Navarra y al Parlamento de Navarra. Su regulación legal está incluida en la Ley Orgánica 13/1982, de 10 de agosto, Ley de Reintegración y Amejoramiento del Fuero de Navarra, que actualiza el autogobierno de la comunidad al amparo de la Constitución española de 1978 quien le asigna la máxima representación de la Comunidad Foral de Navarra.
Desde su creación en 1982 y hasta 2010 el cargo se titulaba de acuerdo a la ley como «presidencia del Gobierno de Navarra», a partir de esa fecha, en cambio, la denominación fue modificada y pasó a ser «presidencia de la Comunidad Foral de Navarra».
El cargo es heredero de las atribuciones que desde el siglo XIX ostentó la vicepresidencia de la Diputación Foral y Provincial de Navarra, órgano de gobierno y administración de Navarra en cuyas funciones se subrogó el actual Gobierno de Navarra.

## Listado de personas que ejercieron la Presidencia
Desde las primeras elecciones democráticas de 1979 ha habido dos presidentes de UCD en la Diputación Foral de Navarra. Posteriormente, el Gobierno de Navarra ha tenido tres presidentes del PSN-PSOE, tres de UPN y una de Geroa Bai.
| Legislatura              | Gobierno     | N.º  | Fotografía           | Presidentes                             | Inicio del mandato       | Fin del mandato          | Duración del mandato      |
| ------------------------ | ------------ | ---- | -------------------- | --------------------------------------- | ------------------------ | ------------------------ | ------------------------- |
| Preautonomía (1979-1983) | Del Burgo I  | 1.°  |                      | Jaime Ignacio del Burgo Tajadura        | 19 de abril de 1979      | 28 de abril de 1980      | 1 año y 9 días            |
| Preautonomía (1979-1983) | Arza         | 2.°  |                      | Juan Manuel Arza Muñazuri               | 28 de abril de 1980      | 19 de abril de 1983      | 3 años, 8 meses y 17 días |
| I (1983-1987)            | Arza         | 2.°  | 19 de abril de 1983  | Juan Manuel Arza Muñazuri               | 14 de enero de 1984      |                          | 3 años, 8 meses y 17 días |
| I (1983-1987)            | Del Burgo II | 3.°  |                      | Jaime Ignacio del Burgo Tajadura        | 14 de enero de 1984      | 4 de mayo de 1984        | 3 meses y 21 días         |
| I (1983-1987)            | Urralburu I  | 4.°  |                      | Gabriel Urralburu Tainta                | 4 de mayo de 1984        | 5 de octubre de 1987     | 7 años, 4 meses y 21 días |
| II (1987-1991)           | Urralburu II | 4.°  | 5 de octubre de 1987 | Gabriel Urralburu Tainta                | 25 de septiembre de 1991 |                          | 7 años, 4 meses y 21 días |
| III (1991-1995)          | Alli I       | 5.°  |                      | Juan Cruz Alli Aranguren                | 25 de septiembre de 1991 | 27 de julio de 1995      | 3 años, 10 meses y 2 días |
| IV (1995-1999)           | Otano        | 6.°  |                      | Javier Otano Cid                        | 27 de julio de 1995      | 19 de junio de 1996      | 11 meses y 23 días        |
| IV (1995-1999)           | Alli II      | -    |                      | Juan Cruz Alli Aranguren (En funciones) | 19 de junio de 1996      | 18 de septiembre de 1996 | 2 meses y 30 días         |
| IV (1995-1999)           | Sanz I       | 7.°  |                      | Miguel Sanz Sesma                       | 18 de septiembre de 1996 | 26 de julio de 1999      | 14 años, 9 meses y 5 días |
| V (1999-2003)            | Sanz II      | 7.°  | 26 de julio de 1999  | Miguel Sanz Sesma                       | 26 de junio de 2003      |                          | 14 años, 9 meses y 5 días |
| VI (2003-2007)           | Sanz III     | 7.°  | 26 de junio de 2003  | Miguel Sanz Sesma                       | 11 de agosto de 2007     |                          | 14 años, 9 meses y 5 días |
| VII (2007-2011)          | Sanz IV      | 7.°  | 11 de agosto de 2007 | Miguel Sanz Sesma                       | 1 de agosto de 2009      |                          | 14 años, 9 meses y 5 días |
| VII (2007-2011)          | Sanz V       | 7.°  | 1 de agosto de 2009  | Miguel Sanz Sesma                       | 23 de junio de 2011      |                          | 14 años, 9 meses y 5 días |
| VIII (2011-2015)         | Barcina I    | 8.ª  |                      | Yolanda Barcina Angulo                  | 23 de junio de 2011      | 12 de junio de 2012      | 4 años y 27 días          |
| VIII (2011-2015)         | Barcina II   | 8.ª  | 12 de junio de 2012  | Yolanda Barcina Angulo                  | 20 de julio de 2015      |                          | 4 años y 27 días          |
| IX (2015-2019)           | Barkos       | 9.ª  |                      | Uxue Barkos Berruezo                    | 20 de julio de 2015      | 6 de agosto de 2019      | 4 años y 17 días          |
| X (2019-2023)            | Chivite I    | 10.ª |                      | María Victoria Chivite Navascués        | 6 de agosto de 2019      | 18 de agosto de 2023     | En curso                  |
| XI (2023-)               | Chivite II   | 10.ª | 18 de agosto de 2023 | María Victoria Chivite Navascués        | En el cargo              |                          | En curso                  |

## Composición
Estos son los departamentos del Gobierno de Navarra en el periodo 2023-2027.
| Partido Político                                                                        |                                  | Partido Socialista de Navarra          |
| Partido Político                                                                        | Geroa Bai                        |                                        |
| Partido Político                                                                        | Contigo Navarra-Zurekin Nafarroa |                                        |
| Cargo                                                                                   | Nombre                           | Nombre                                 |
| Presidencia del Gobierno                                                                |                                  | María Victoria Chivite Navascués       |
| Vicepresidencia primera. Consejería de Presidencia e Igualdad                           |                                  | Félix Taberna Monzón                   |
| Vicepresidencia segunda. Consejería de Memoria y Convivencia, Acción Exterior y Euskera |                                  | Ana Ollo Hualde                        |
| Vicepresidencia tercera. Consejería de Vivienda, Juventud y Políticas Migratorias       |                                  | Begoña Alfaro García                   |
| Consejería de Cohesión Territorial                                                      |                                  | Óscar Chivite Cornago                  |
| Consejería de Economía y Hacienda                                                       |                                  | José Luis Arasti Pérez                 |
| Consejería de Educación                                                                 |                                  | Carlos Gimeno Gurpegui                 |
| Consejería de Universidad, Innovación y Transformación Digital                          |                                  | Juan Luis García Martín                |
| Consejería de Salud                                                                     |                                  | Fernando Domínguez Cunchillos          |
| Consejería de Industria y Transición Ecológica y Digital Empresarial                    |                                  | Mikel Irujo Amezaga                    |
| Consejería de Desarrollo Rural y Medio Ambiente                                         |                                  | José María Aierdi Fernández de Barrena |
| Consejería de Interior, Función Pública y Justicia                                      |                                  | Amparo López Antelo                    |
| Consejería de Cultura, Deporte y Turismo                                                |                                  | Rebeca Esnaola Bermejo                 |
| Consejería de Derechos Sociales, Economía Social y Empleo                               |                                  | Mari Carmen Maeztu Villafranca         |

## Organigrama actual
Cada uno de los Departamentos del Gobierno de Navarra, tiene a su vez diversas Direcciones Generales, las cuales son las siguientes:
En el Departamento de Desarrollo Económico:
- Dirección General de Política Económica y Empresarial y Trabajo.
- Dirección General de Industria, Energía e Innovación.
- Dirección General de Turismo y Comercio.
- Dirección General de Obras Públicas.

En el Departamento de Derechos Sociales:
- Dirección General de Inclusión y Protección Social.
- Dirección General de Observatorio de la Realidad Social, de Planificación y de Evaluación de las Políticas Sociales.
- Organismo autónomo Servicio Navarro de Empleo.
- Organismo autónomo Agencia Navarra de Autonomía y Desarrollo de las Personas.

En el Departamento de Hacienda y Política Financiera:
- Dirección General de Presupuesto.
- Organismo autónomo de Hacienda Tributaria.

El Tribunal Económico Administrativo Foral de Navarra se adscribe a este departamento.
En el Departamento de Presidencia, Función Pública, Interior y Justicia:
- Dirección General de Presidencia y Gobierno Abierto.
- Dirección General de Función Pública.
- Dirección General de Interior.
- Dirección General de Justicia.
- Dirección General de Informática y Telecomunicaciones.

El Tribunal Administrativo de Navarra queda adscrito a este departamento.
En el Departamento de Relaciones Ciudadanas e Institucionales:
- Dirección General de Comunicación y Relaciones Institucionales.
- Dirección General de Paz, Convivencia y Derechos Humanos.
- Delegación del Gobierno de Navarra en Bruselas.
- Organismo autónomo Euskarabidea/Instituto Navarro del Vascuence.
- Organismo autónomo Instituto Navarro para la Igualdad.

En el Departamento de Educación:
- Dirección General de Educación.
- Dirección General de Universidades y Recursos Educativos.

En el Departamento de Salud:
- Dirección General de Salud.
- Organismo autónomo Servicio Navarro de Salud-Osasunbidea.
- Organismo autónomo Instituto de Salud Pública y Laboral de Navarra.

En el Departamento de Cultura, Deporte y Juventud:
- Dirección General de Cultura-Institución Príncipe de Viana.
- Organismo autónomo Instituto Navarro de Deporte y Juventud.

En el Departamento de Desarrollo Rural, Medio Ambiente y Administración Local:
- Dirección General de Desarrollo Rural, Agricultura y Ganadería.
- Dirección General de Medio Ambiente y Ordenación del Territorio.
- Dirección General de Administración Local.

## Composiciones del Gobierno de Navarra

### Preautonomía (1979-1984)
| Partido Político                    |                                                                          | Union de Centro Democrático                                                |
| Partido Político                    | Partido Socialista de Euskadi                                            |                                                                            |
| Partido Político                    | Herri Batasuna                                                           |                                                                            |
| Partido Político                    | Amaiur                                                                   |                                                                            |
| Presidencia del Gobierno            |                                                                          |                                                                            |
| 'Presidencia del Gobierno'          |                                                                          | Jaime Ignacio del Burgo Tajadura 19 de abril de 1979 - 28 de abril de 1980 |
| 'Presidencia del Gobierno'          | Manuel Arza Muñuzuri 28 de abril de 1980 - 14 de enero de 1984           |                                                                            |
| 'Presidencia del Gobierno'          | Jaime Ignacio del Burgo Tajadura 14 de enero de 1984 - 4 de mayo de 1984 |                                                                            |
| Consejería                          | Nombre                                                                   | Nombre                                                                     |
| Administración Municipal            |                                                                          | Manuel Arza Muñuzuri                                                       |
| Hacienda                            |                                                                          | Ángel Lasunción Goñi                                                       |
| Agricultura y Ganadería             |                                                                          | Pedro Sánchez de Muniáin                                                   |
| Educación y Cultura                 |                                                                          | Jesús Malón Nicolao                                                        |
| Fomento y Ordenación del Territorio |                                                                          | Jesús Bueno Asín                                                           |
| Sanidad                             |                                                                          | Ángel García de Dios                                                       |

### I Legislatura (1984-1987)
| Partido Político                             |        | Partido Socialista de Navarra                                           |
| Presidencia del Gobierno                     |        |                                                                         |
| 'Presidencia del Gobierno'                   |        | Gabriel Urralburu Tainta                                                |
| Consejería                                   | Nombre | Nombre                                                                  |
| Vicepresidente Presidencia                   |        | Jose Antonio Asiain Aiala 27 de abril de 1984 - 6 de octubre de 1987    |
| Agricultura                                  |        | Francisco San Martin Sala 27 de abril de 1984 - 6 de octubre de 1987    |
| Administración Local                         |        | Jesus Malon Nicolao 27 de abril de 1984 - 6 de octubre de 1987          |
| Industria y Energía                          |        | Antonio Aragon Elizalde 27 de abril de 1984 - 6 de octubre de 1987      |
| Educación y Cultura                          |        | Roman Felones Morras 27 de abril de 1984 - 6 de octubre de 1987         |
| Salud y Apoyo Social                         |        | Federico Tajadura Iso 27 de abril de 1984 - 6 de octubre de 1987        |
| Obras Públicas y Ordenación del Territorio   |        | Jose Javier Arraiza Meoki 27 de abril de 1984 - 6 de octubre de 1987    |
| Economía y Finanzas                          |        | Jose Manuel Arlaban Espartza 27 de abril de 1984 - 6 de octubre de 1987 |
| Obras Públicas, Transportes y Comunicaciones |        | Antonio Aragon Elizalde 27 de abril de 1984 - 6 de octubre de 1987      |

### II Legislatura (1987-1991)
| Partido Político                                     |        | Partido Socialista de Navarra                                             |
| Presidencia del Gobierno                             |        |                                                                           |
| 'Presidencia del Gobierno'                           |        | Gabriel Urralburu Tainta                                                  |
| Consejería                                           | Nombre | Nombre                                                                    |
| Vicepresidente Economía y Finanzas                   |        | Jose Antonio Asiain Aiala 6 de octubre de 1987 - 25 de septiembre de 1991 |
| Presidencia y Administración Pública                 |        | Aladino Colin Rodriguez 6 de octubre de 1987 - 25 de septiembre de 1991   |
| Agricultura, Ganadería y Montaña                     |        | Francisco San Martin Sala 6 de octubre de 1987 - 25 de septiembre de 1991 |
| Educación, Cultura y Deporte                         |        | Roman Felones Morras 6 de octubre de 1987 - 25 de septiembre de 1991      |
| Salud                                                |        | Carlos Artundo Purroy 6 de octubre de 1987 - 25 de septiembre de 1991     |
| Planificación Territorial, Vivienda y Medio Ambiente |        | Federico Tajadura Iso 6 de octubre de 1987 - 25 de septiembre de 1991     |
| Industria, Comercio y Turismo                        |        | Julian Balduz Calvo 6 de octubre de 1987 - 25 de septiembre de 1991       |
| Empleo yBienestar Social                             |        | Maximo Esteban Bueno 6 de octubre de 1987 - 25 de septiembre de 1991      |
| Obras Públicas, Transportes y Comunicaciones         |        | Antonio Aragon Elizalde 6 de octubre de 1987 - 25 de septiembre de 1991   |

### III Legislatura (1991-1995)
| Partido Político                                                                             |                                  | Unión del Pueblo Navarro                                                        |
| Presidencia del Gobierno                                                                     |                                  |                                                                                 |
| 'Presidencia del Gobierno'                                                                   |                                  | Juan Cruz Alli Arangure                                                         |
| Consejería                                                                                   |                                  | Nombre                                                                          |
| Vicepresidente Presidencia, Administración Local, Ordenación del Territorio y Medio Ambiente |                                  | Miguel Sanz Sesma 25 de septiembre de 1991 - 27 de julio de 1995                |
| Economía y Finanzas                                                                          |                                  | Javier Pomes Ruiz 25 de septiembre de 1991 - 27 de julio de 1995                |
| Agricultura, Ganadería y Montaña                                                             |                                  | José Cruz Pérez Lapazaran 25 de septiembre de 1991 - 27 de julio de 1995        |
| Educación y Cultura                                                                          |                                  | Javier Markotegi Ros 25 de septiembre de 1991 - 27 de julio de 1995             |
| Salud                                                                                        |                                  | Calixto Aiesa Dianda 25 de septiembre de 1991 - 27 de julio de 1995             |
| Obras Públicas, Transportes y Comunicaciones                                                 |                                  | Jose Ignacio Lopez Borderias 25 de septiembre de 1991 - 27 de julio de 1995     |
| Medio Ambiente, Ordenación del Territorio y Vivienda                                         |                                  | Yolanda Barcina Angulo 25 de septiembre de 1991 - 27 de julio de 1995           |
| Medio Ambiente, Ordenación del Territorio y Vivienda                                         | La consejería se suprime en 1993 |                                                                                 |
| Industria, Comercio, Turismo y Empleo                                                        |                                  | Angel Luis Rodriguez San Vicente 25 de septiembre de 1991 - 27 de julio de 1995 |
| Bienestar Social, Deporte y Vivienda                                                         |                                  | Ricardo de Leon Egues 25 de septiembre de 1991 - 27 de julio de 1995            |

### IV Legislatura (1995-1999)
| Partido Político |                                                                             | Partido Socialista de Navarra (1995-1996)                                  |
| Partido Político | Convergencia de Demócratas de Navarra (1995-1996)                           |                                                                            |
| Partido Político | Eusko Alkartasuna (1995-1996)                                               |                                                                            |
| Partido Político | Unión del Pueblo Navarro (1996-1999)                                        |                                                                            |
| Presidencia del Gobierno |                                                                             |                                                                            |
| 'Presidencia del Gobierno' |                                                                             | Javier Otano 27 de julio de 1995 - 19 de junio de 1996                     |
| 'Presidencia del Gobierno' | Juan Cruz Alli en funciones 19 de junio de 1996 - 18 de septiembre de 1996  |                                                                            |
| 'Presidencia del Gobierno' | Miguel Sanz 18 de septiembre de 1996 - 28 de julio de 1999                  |                                                                            |
| Consejería |                                                                             | Nombre                                                                     |
| Vicepresidente (1995-1996) Economía y Finanzas |                                                                             | Juan Cruz Alli Aranguren 27 de julio de 1995 - 19 de junio de 1996         |
| Vicepresidente (1995-1996) Economía y Finanzas | Jose Maria Arakama Iholdi 18 de septiembre de 1996 - 28 de julio de 1999    |                                                                            |
| Presidencia, Administración Pública y Empleo (1995-1996) Presidencia y Administración Local (1996-1999)                                                 |                                                                             | Federico Tajadura Iso 27 de julio de 1995 - 18 de septiembre de 1996       |
| Presidencia, Administración Pública y Empleo (1995-1996) Presidencia y Administración Local (1996-1999)                                                 | Rafael Gurrea Induráin 18 de septiembre de 1996 - 28 de julio de 1999       |                                                                            |
| Administración Local, Ordenación del Territorio, Medio Ambiente y Vivienda (1995-1996) Medio Ambiente, Ordenación del Territorio y Vivienda (1996-1999) |                                                                             | Javier del Castillo Bandres 27 de julio de 1995 - 18 de septiembre de 1996 |
| Administración Local, Ordenación del Territorio, Medio Ambiente y Vivienda (1995-1996) Medio Ambiente, Ordenación del Territorio y Vivienda (1996-1999) | Yolanda Barcina Angulo 18 de septiembre de 1996 - 28 de julio de 1999       |                                                                            |
| Educación y Cultura |                                                                             | Pedro Burillo Lopez 27 de julio de 1995 - 18 de septiembre de 1996         |
| Educación y Cultura | Javier Markotegi Ros 18 de septiembre de 1996 - 28 de julio de 1999         |                                                                            |
| Salud y Bienestar Social (1995-1996) Salud (1996-1999)                                                                                                  |                                                                             | Fernando Puras Gil 27 de julio de 1995 - 18 de septiembre de 1996          |
| Salud y Bienestar Social (1995-1996) Salud (1996-1999)                                                                                                  | Santiago Cervera Soto 18 de septiembre de 1996 - 28 de julio de 1999        |                                                                            |
| Bienestar Social (1996-1999) |                                                                             | Calixto Aiesa Dianda 18 de septiembre de 1996 - 28 de julio de 1999        |
| Obras Públicas, Transportes y Comunicaciones |                                                                             | Florentino Lopez Isturitz 27 de julio de 1995 - 18 de septiembre de 1996   |
| Obras Públicas, Transportes y Comunicaciones | Jose Ignacio Palacios Zuasti 18 de septiembre de 1996 - 28 de julio de 1999 |                                                                            |
| Agricultura, Ganadería y Desarrollo Rural (1995-1996) Agricultura, Ganadería y Alimentación (1996-1999)                                                 |                                                                             | Jose Javier Etxarte Etxarte 27 de julio de 1995 - 18 de septiembre de 1996 |
| Agricultura, Ganadería y Desarrollo Rural (1995-1996) Agricultura, Ganadería y Alimentación (1996-1999)                                                 | Ignacio Martinez Alfaro 18 de septiembre de 1996 - 28 de julio de 1999      |                                                                            |
| Industria, Comercio y Turismo |                                                                             | Iñaki Cabases Hita 27 de julio de 1995 - 18 de septiembre de 1996          |
| Industria, Comercio y Turismo | Ramon Bulto Llevat 18 de septiembre de 1996 - 28 de julio de 1999           |                                                                            |

### V Legislatura (1999-2003)
| Partido Político                                     |  | Unión del Pueblo Navarro                                               |
| Presidencia del Gobierno                             |  |                                                                        |
| 'Presidencia del Gobierno'                           |  | Miguel Sanz Sesma                                                      |
| Consejería                                           |  | Nombre                                                                 |
| Vicepresidente Presidencia y Administración Local    |  | Rafael Gurrea Induráin 28 de julio de 1999 - 30 de junio de 2003       |
| Economía y Finanzas                                  |  | Francisco Iribarren Fentanes 28 de julio de 1999 - 30 de junio de 2003 |
| Medio Ambiente, Ordenación del Territorio y Vivienda |  | Javier Markotegi Ros 28 de julio de 1999 - 30 de junio de 2003         |
| Educación y Cultura                                  |  | Jesus Laguna Peña 28 de julio de 1999 - 30 de junio de 2003            |
| Salud                                                |  | Santiago Cervera Soto 28 de julio de 1999 - 30 de junio de 2003        |
| Bienestar Social                                     |  | Calixto Aiesa Dianda 28 de julio de 1999 - 30 de junio de 2003         |
| Obras Públicas, Transportes y Comunicaciones         |  | Jose Ignacio Palacios Zuasti 28 de julio de 1999 - 30 de junio de 2003 |
| Agricultura, Ganadería y Alimentación                |  | Ignacio Martinez Alfaro 28 de julio de 1999 - 30 de junio de 2003      |
| Industria y Tecnología, Comercio, Turismo y Empleo   |  | Nuria Iturriagagoitia Ripoll 28 de julio de 1999 - 30 de junio de 2003 |

### VI Legislatura (2003-2007)
| Partido Político                                     |                                                                       | Unión del Pueblo Navarro                                                   |
| Partido Político                                     | Convergencia de Demócratas de Navarra                                 |                                                                            |
| Presidencia del Gobierno                             |                                                                       |                                                                            |
| 'Presidencia del Gobierno'                           |                                                                       | Miguel Sanz Sesma                                                          |
| Consejería                                           |                                                                       | Nombre                                                                     |
| Vicepresidente Economía y Finanzas                   |                                                                       | Francisco Iribarren Fentanes 30 de junio de 2003 - 14 de agosto de 2007    |
| Presidencia, Justicia y Policía Foral                |                                                                       | Javier Caballero Martinez 30 de junio de 2003 - 14 de agosto de 2007       |
| Administración Local y Gobierno                      |                                                                       | Alberto Catalán Higueras 30 de junio de 2003 - 14 de agosto de 2007        |
| Industria y Tecnología, Comercio y Empleo            |                                                                       | Jose Javier Armendaritz Quel 30 de junio de 2003 - 14 de agosto de 2007    |
| Educación                                            |                                                                       | Luis Campoy Zueco 30 de junio de 2003 - 14 de agosto de 2007               |
| Cultura y Turismo                                    |                                                                       | Juan Ramon Corpas Mauleon 30 de junio de 2003 - 14 de agosto de 2007       |
| Salud                                                |                                                                       | Maria Kutz Peironcely 30 de junio de 2003 - 14 de agosto de 2007           |
| Bienestar Social, Deporte y Juventud                 |                                                                       | Reyes Berruezo Albeniz 30 de junio de 2003 - 17 de septiembre de 2004      |
| Bienestar Social, Deporte y Juventud                 | Ignacio Palacios Zuasti 17 de septiembre de 2004 - 2 de enero de 2006 |                                                                            |
| Bienestar Social, Deporte y Juventud                 | Maria Isabel Garcia Malo 2 de enero de 2006 - 14 de agosto de 2007    |                                                                            |
| Agricultura, Ganadería y Alimentación                |                                                                       | Javier Etxarte Etxarte 30 de junio de 2003 - 14 de agosto de 2007          |
| Obras Públicas, Transportes y Comunicaciones         |                                                                       | Jose Ignacio Palacios Zuasti 30 de junio de 2003 - 23 de diciembre de 2003 |
| Obras Públicas, Transportes y Comunicaciones         | Álvaro Miranda Somavilla 23 de diciembre de 2003 - 3 de marzo de 2004 |                                                                            |
| Obras Públicas, Transportes y Comunicaciones         | La consejería se suprime en el año 2004                               |                                                                            |
| Medio Ambiente, Ordenación del Territorio y Vivienda |                                                                       | Jose Andres Burguete Torres 30 de junio de 2003 - 14 de agosto de 2007     |

### VII Legislatura (2007-2011)
| Partido Político                                          |  | Unión del Pueblo Navarro                                               |
| Presidencia del Gobierno                                  |  |                                                                        |
| 'Presidencia del Gobierno'                                |  | Miguel Sanz Sesma                                                      |
| Consejería                                                |  | Nombre                                                                 |
| Vicepresidente Justicia y Policía Foral                   |  | Javier Caballero Martinez 14 de agosto de 2007 - 28 de junio de 2011   |
| Economía y Finanzas                                       |  | Álvaro Miranda Simavilla 14 de agosto de 2007 - 28 de junio de 2011    |
| Educación, Relaciones Institucionales y Gobierno          |  | Alberto Catalán Higueras 14 de agosto de 2007 - 28 de junio de 2011    |
| Administración Local, Vivienda y Ordenamiento Territorial |  | Amelia Salanueva Murgialdai 14 de agosto de 2007 - 28 de junio de 2011 |
| Salud                                                     |  | Maria Kutz Peironcely 14 de agosto de 2007 - 28 de junio de 2011       |
| Desarrollo Rural y Medio Ambiente                         |  | Begoña Sanzberro Iturriria 14 de agosto de 2007 - 28 de junio de 2011  |
| Familia, Juventud, Deporte y Servicios Sociales           |  | Maria Isabel Garcia Malo 14 de agosto de 2007 - 28 de junio de 2011    |
| Cultura y Turismo                                         |  | Juan Ramón Corpas Mauleón 14 de agosto de 2007 - 28 de junio de 2011   |
| Obras Públicas, Transportes y Comunicaciones              |  | Laura Alba Cuadrado 14 de agosto de 2007 - 28 de junio de 2011         |
| Innovación, Negocios y Trabajo                            |  | José María Roig Aldasoro 14 de agosto de 2007 - 28 de junio de 2011    |

### VIII Legislatura (2011-2015)
| Partido Político |                                                                                | Unión del Pueblo Navarro                                               |
| Partido Político | Partido Socialista de Navarra (2011-2012)                                      |                                                                        |
| Presidencia del Gobierno |                                                                                |                                                                        |
| 'Presidencia del Gobierno' |                                                                                | Yolanda Barcina Angulo                                                 |
| Consejería |                                                                                | Nombre                                                                 |
| Vicepresidente/a Primero/a Presidencia, Administración Pública e Interior (2011-2012) Desarrollo Rural, Industria, Empleo y Medio Ambiente (2012-2015) |                                                                                | Roberto Jimenez Alli 28 de junio de 2011 - 22 de junio de 2012         |
| Vicepresidente/a Primero/a Presidencia, Administración Pública e Interior (2011-2012) Desarrollo Rural, Industria, Empleo y Medio Ambiente (2012-2015) | Lourdes Goicoechea Zubelzu 22 de junio de 2012 - 22 de julio de 2015           |                                                                        |
| Vicepresidente Segundo Economía y Hacienda (2011-2012) Cultura, Turismo y Relaciones Institucionales (2012-2015)                                       |                                                                                | Álvaro Miranda Simavilla 28 de junio de 2011 - 22 de junio de 2012     |
| Vicepresidente Segundo Economía y Hacienda (2011-2012) Cultura, Turismo y Relaciones Institucionales (2012-2015)                                       | Juan Luis Sánchez de Muniain Lacasia 22 de junio de 2012 - 22 de julio de 2015 |                                                                        |
| Política Social, Igualdad, Deportes y Juventud (2011-2012) Política Social (2012-2015)                                                                 |                                                                                | María Elena Torres Miranda 28 de junio de 2011 - 22 de junio de 2012   |
| Política Social, Igualdad, Deportes y Juventud (2011-2012) Política Social (2012-2015)                                                                 | Jesus Pejenaute 22 de junio de 2012 - 23 de octubre de 2012                    |                                                                        |
| Política Social, Igualdad, Deportes y Juventud (2011-2012) Política Social (2012-2015)                                                                 | Iñigo Alli 23 de octubre de 2012 - 22 de julio de 2015                         |                                                                        |
| Vivienda |                                                                                | Hermano Astiz Medrano 28 de junio de 2011 - 22 de julio de 2015        |
| Vivienda | Luis Zarraluqui Ortigosa 28 de junio de 2011 - 22 de julio de 2015             |                                                                        |
| Presidencia, Administración Pública e Interior (2012-2015)                                                                                             |                                                                                | Javier Morras Iturmendi 22 de junio de 2012 - 22 de julio de 2015      |
| Desarrollo Rural, Medio Ambiente y Administración Local (2011-2012) Administración Local (2012-2015)                                                   |                                                                                | José Javier Esparza 28 de junio de 2011 - 22 de julio de 2015          |
| Educación |                                                                                | José Iribas Sánchez de Boado 28 de junio de 2011 - 22 de julio de 2015 |
| Salud |                                                                                | Marta Vera Janín 28 de junio de 2011 - 22 de julio de 2015             |

### IX Legislatura (2015-2019)
| Partido Político                                             |                                                                           | Geroa Bai                                                               |
| Partido Político                                             | Euskal Herria Bildu                                                       |                                                                         |
| Partido Político                                             | Izquierda-Ezkerra                                                         |                                                                         |
| Presidencia del Gobierno                                     |                                                                           |                                                                         |
| 'Presidencia del Gobierno'                                   |                                                                           | Uxue Barkos Berruezo                                                    |
| Consejería                                                   |                                                                           | Nombre                                                                  |
| Vicepresidente Primero Desarrollo Económico y Competitividad |                                                                           | Manu Aierdi Olaizola 28 de junio de 2011 - 6 de agosto de 2019          |
| Vicepresidente Segundo Derechos Sociales                     |                                                                           | Miguel Laparra Navarro 28 de junio de 2011 - 6 de agosto de 2019        |
| Hacienda y Política Financiera                               |                                                                           | Mikel Aranburu Urtasun 28 de junio de 2011 - 6 de agosto de 2019        |
| Presidencia, Función Pública, Interior y Justicia            |                                                                           | María Jose Beaumont Aristu 28 de junio de 2011 - 6 de agosto de 2019    |
| Relaciones Ciudadanas e Institucionales                      |                                                                           | Ana Ollo Hualde 28 de junio de 2011 - 6 de agosto de 2019               |
| Educación                                                    |                                                                           | Jose Luis Mendoza Peña 28 de junio de 2011 - 12 de abril de 2017        |
| Educación                                                    | Maria Roncesvalles Solana Arana 12 de abril de 2017 - 6 de agosto de 2019 |                                                                         |
| Salud                                                        |                                                                           | Fernando Domínguez Cunchillos 28 de junio de 2011 - 6 de agosto de 2019 |
| Cultura, Deportes y Juventud                                 |                                                                           | Ana Herrera Isasi 28 de junio de 2011 - 6 de agosto de 2019             |
| Desarrollo Rural, Medio Ambiente y Administración Local      |                                                                           | Isabel Elizalde Arretxea 28 de junio de 2011 - 6 de agosto de 2019      |

### X Legislatura (2019-2023)
| Partido Político                                                                             |                                                                 | Partido Socialista de Navarra                                                     |
| Partido Político                                                                             | Geroa Bai                                                       |                                                                                   |
| Partido Político                                                                             | Podemos Navarra                                                 |                                                                                   |
| Presidencia del Gobierno                                                                     |                                                                 |                                                                                   |
| 'Presidencia del Gobierno'                                                                   |                                                                 | María Victoria Chivite Navascués                                                  |
| Consejería                                                                                   |                                                                 | Nombre                                                                            |
| Vicepresidente Primero Presidencia, Igualdad, Función Pública e Interior                     |                                                                 | Javier Remirez Apesteguia 6 de agosto de 2019 - 18 de agosto de 2023              |
| Vicepresidente Segundo Ordenación del Territorio, Vivienda, Paisaje y Proyectos Estratégicos |                                                                 | Jose Maria Aierdi Fernandez de Barrena 6 de agosto de 2019 - 18 de agosto de 2023 |
| Cohesión Territorial                                                                         |                                                                 | Bernardo Ziriza Perez 6 de agosto de 2019 - 18 de agosto de 2023                  |
| Economía y Hacienda                                                                          |                                                                 | Elma Saiz Delgado 6 de agosto de 2019 - 18 de agosto de 2023                      |
| Desarrollo Económico y Empresarial                                                           |                                                                 | Manu Aierdi Olaizola 6 de agosto de 2019 - 18 de agosto de 2023                   |
| Desarrollo Económico y Empresarial                                                           | Mikel Irujo Ametzaga 6 de agosto de 2019 - 18 de agosto de 2023 |                                                                                   |
| Políticas Migratorias y Justicia                                                             |                                                                 | Eduardo Santos Itoitz 6 de agosto de 2019 - 18 de agosto de 2023                  |
| Educación                                                                                    |                                                                 | Carlos Gimeno Gurpegi 6 de agosto de 2019 - 18 de agosto de 2023                  |
| Derechos Sociales                                                                            |                                                                 | Mari Carmen Maeztu Villafranca 6 de agosto de 2019 - 18 de agosto de 2023         |
| Salud                                                                                        |                                                                 | Santos Induráin Orduna 6 de agosto de 2019 - 18 de agosto de 2023                 |
| Relaciones Públicas                                                                          |                                                                 | Ana Ollo Hualde 6 de agosto de 2019 - 18 de agosto de 2023                        |
| Universidades, Innovación y Transformación Digital                                           |                                                                 | Juan Cruz Cigudosa Garcia 6 de agosto de 2019 - 18 de agosto de 2023              |
| Desarrollo Rural y Medio Ambiente                                                            |                                                                 | Itziar Gomez Lopez 6 de agosto de 2019 - 18 de agosto de 2023                     |
| Cultura y Deportes                                                                           |                                                                 | Rebeca Esnaola Bermejo 6 de agosto de 2019 - 18 de agosto de 2023                 |

### XI Legislatura (2023-)
| Partido Político                                                        |                                                         | Partido Socialista de Navarra                                    |
| Partido Político                                                        | Geroa Bai                                               |                                                                  |
| Partido Político                                                        | Contigo Navarra-Zurekin Nafarroa                        |                                                                  |
| Presidencia del Gobierno                                                |                                                         |                                                                  |
| 'Presidencia del Gobierno'                                              |                                                         | María Victoria Chivite Navascués                                 |
| Cargo                                                                   | Nombre                                                  | Nombre                                                           |
| Vicepresidente Primero Presidencia e Igualdad                           |                                                         | Félix Taberna Monzón 18 de agosto de 2023 - Actualidad           |
| Vicepresidenta Segunda Memoria y Convivencia, Acción Exterior y Euskera |                                                         | Ana Ollo Hualde 18 de agosto de 2023 - Actualidad                |
| Vicepresidenta Tercera Vivienda, Juventud y Políticas Migratorias       |                                                         | Begoña Alfaro García 18 de agosto de 2023 - Actualidad           |
| Cohesión Territorial                                                    |                                                         | Óscar Chivite 18 de agosto de 2023 - Actualidad                  |
| Economía y Hacienda                                                     |                                                         | José Luis Arasti 18 de agosto de 2023 - Actualidad               |
| Educación                                                               |                                                         | Carlos Gimeno Gurpegi 18 de agosto de 2023 - Actualidad          |
| Universidad, Innovación y Transformación Digital                        |                                                         | Juan Cruz Cigudosa 18 de agosto de 2023 - 7 de diciembre de 2023 |
| Universidad, Innovación y Transformación Digital                        | Patricia Fanlo 7 de diciembre de 2023 - Actualidad      |                                                                  |
| Universidad, Innovación y Transformación Digital                        | Juan Luis García Martín 28 de nero de 2025 - Actualidad |                                                                  |
| Salud                                                                   |                                                         | Fernando Domínguez Cunchillos 18 de agosto de 2023 - Actualidad  |
| Industria y Transición Ecológica y Digital Empresarial                  |                                                         | Mikel Irujo 18 de agosto de 2023 - Actualidad                    |
| Interior, Función Pública y Justicia                                    |                                                         | Amparo López Antelo 18 de agosto de 2023 - Actualidad            |
| Cultura, Deporte y Turismo                                              |                                                         | Rebeca Esnaola 18 de agosto de 2023 - Actualidad                 |
| Desarrollo Rural y Medio Ambiente                                       |                                                         | José María Aierdi 18 de agosto de 2023 - Actualidad              |
| Derechos Sociales, Economía Social y Empleo                             |                                                         | Mari Carmen Maeztu 18 de agosto de 2023 - Actualidad             |

## Ubicación
La sede principal del Gobierno de Navarra se encuentra en la Avenida Carlos III, nº 2, de Pamplona.